# Luis Prados Fernández
Luis Prados Fernandez "Litri II" (Madrid, 6 de desembre de 1902-Ibídem, 8 de setembre de 1959) va ser un noviller espanyol que durant la Guerra Civil Espanyola va manar la 96a Brigada Mixta de l'Exèrcit Popular de la República.

## Noviller professional
Ja de nen va sentir vocació pel món del toro, ja que als 13 anys va començar a fer de "muleta" en capeges i novillades. El 1927 ja era noviller professional, actuant entre aquest any i 1936 en diverses places de Madrid, Barcelona i Salamanca. Va triar el sobrenom de Litri II, se suposa que per la seva admiració cap a Manuel Báez el Litri, mort el 1926. El 1936 pertanyia a la junta directiva de l'Associació de Matadors de Toros i Jònecs.

## Guerra civil
En esclatar la Guerra Civil al juliol d'aquest any es va posar al capdavant d'una agrupació de milicians toreros que van quedar enquadrats en el famós Cinquè Regiment. En algunes publicacions apareix citat aquest grup amb el nom de «Milícies Taurines». En aquells moments es va afiliar al Partit Comunista. El 12 d'agost de 1936 va obtenir el grau de tinent de milícies pels seus mèrits en campanya al front de Somosierra, participant després en els combats de la Casa de Campo (Madrid).
A la tardor d'aquest any es va crear la 22a Brigada Mixta, manada per Francisco Galán Rodríguez i a ella s'hi van incorporar Litri II i els seus homes, en la qual va passar a manar un batalló. Al juny de 1937 es va crear la 96a Brigada Mixta que va ser destinada al front de Terol, i Prados en va ser nomenat com a cap amb el grau de major (comandant) de milícies. Amb aquesta brigada va combatre Litri en els sectors terolencs d'Albarrasí, Bueñas, Alfambra, Terol, serres del Pobo i de Gúdar, Valbona i finalment en la serra de Javalambre, on els va arribar el final de la guerra a la fi de març de 1939. Litri II i altres comandaments de la 96a Brigada van ser capturats quan es dirigien cap a Cartagena per a intentar embarcar-se i marxar a l'exili. Va estar empresonat a diverses presons de les províncies de Múrcia, Madrid i Terol. Va ser jutjat per un consell de guerra i condemnat al principi a 30 anys de reclusió per delicte de rebel·lió militar, però la pena li va ser commutada per la de 20 anys. No obstant això, només va estar pres quatre anys, perquè va ser posat en llibertat condicional a l'agost de 1943.

## Postguerra
En recobrar la llibertat Luis Prados va tornar a la seva professió de noviller, però sense el protagonisme que va tenir abans de la guerra, alternant les seves actuacions amb el negoci de dos bars que regentava a Madrid: un era el bar Casa «Litri», al Passeig de las Delicias i l'altre, el bar «El Alcachofo», al carrer Francisco Silvela. Va morir a la capital d'Espanya als 56 anys.